# Juliusz Jaszczuk
Juliusz Jaszczuk (ur. 18 lutego 1915 w Wiedniu, zm. 20 lipca 1996 w Jeleniej Górze) – polski szachista, działacz sportowy, nauczyciel.
Od dzieciństwa interesował się sportem – grał w piłkę nożną i tenis; szachami zajął się pod wpływem Franciszka Ksawerego Sulika, czołowego gracza lwowskiego, późniejszego olimpijczyka. Jako nastolatek uczestniczył w turniejach szkolnych, a w latach 30. był w gronie założycieli nowego klubu – Hełm Lwów. Pełnił funkcję prezesa Hełmu, który w latach 1935-1939 nieprzerwanie sięgał po drużynowe mistrzostwo Lwowa.
Jaszczuk uczestniczył również w rywalizacji indywidualnej, do 1938 kończąc udział w mistrzostwach Lwowa na fazie półfinałowej. W 1938 w finale uplasował się na VIII miejscu, a rok później na IX. Rolę zawodnika łączył z obowiązkami działacza; pełnił krótko przed wybuchem II wojny światowej obowiązki prezesa Okręgowego Związku Szachowego we Lwowie, a na mistrzostwach miasta w 1939 był jednocześnie kierownikiem turnieju. Jak sam wspominał, obowiązki związane z tą funkcją pozbawiły go szansy na wygranie kilku partii, a w efekcie nawet na wicemistrzostwo Lwowa. Pracował w tym okresie jako nauczyciel wychowania fizycznego w szkołach średnich.
Jaszczuk pozostał we Lwowie zarówno po zajęciu miasta przez Rosjan w 1939, jak i przez Niemców w 1941. Ograniczył występy sportowe, chociaż w 1940 wziął ponownie udział w finale mistrzostw miasta, plasując się na VIII miejscu. Zagrożony aresztowaniem przez Niemców, ukrywał się pod przybranym nazwiskiem i uczestniczył w konspiracji AK-owskiej, m.in. jako kurier na trasie Lwów-Warszawa. W styczniu 1945 został aresztowany przez Rosjan i po kilkutygodniowym pobycie w więzieniu zesłany do łagru Inta koło Workuty. Praca w ekstremalnie ciężkich warunkach znacznie podkopała jego zdrowie, a częściową poprawę sytuacji zawdzięczał pasji szachowej – w nagrodę za wygrany obozowy turniej przeniesiono go do lżejszych zajęć w kuchni.
W 1947 został objęty amnestią. W ramach repatriacji przyjechał na Dolny Śląsk, początkowo do Legnicy. Powrócił rychło do udziału w turniejach szachowych. W 1948 triumfował w mistrzostwach Legnicy, w 1949 w rywalizacji o czempionat Dolnego Śląska musiał zadowolić się II miejscem, wygrał natomiast mistrzostwa Wałbrzycha. Wielokrotnie plasował się w czołówce turniejów lokalnych (mistrzostwo Dolnego Śląska 1951 i 1957, wicemistrzostwo poza 1949 także w 1950, 1954 i 1955), mniej szczęścia miał natomiast w mistrzostwach Polski, w latach 1949-1958 ośmiokrotnie odpadając w turniejach półfinałowych. Jedyny raz w rywalizacji z najlepszymi wystąpił w 1975 w Poznaniu, ale zawdzięczał to zastosowanej wówczas w finale otwartej formule, dzięki której na starcie stanęło aż 90 uczestników; Jaszczuk, jeden z najstarszych uczestników finału, podzielił LXXX-LXXXIV miejsce.
Od 1960 mieszkał w Jeleniej Górze. Pracował jako nauczyciel wychowania fizycznego w Szkole Rzemiosł Budowlanych, gdzie znalazł nową pasję – zapasy. Zachęcił do tej dyscypliny m.in. przyszłych medalistów olimpijskich, braci Kazimierza i Józefa Lipieniów. Nie zerwał także z szachami, argumentując żartobliwie, że zapasy i szachy to „pokrewne światy. W jednym i drugim sporcie w użyciu są maty!” Był wielokrotnym medalistą mistrzostw miasta i powiatu Jelenia Góra, w tym mistrzem miasta w 1962 i mistrzem powiatu w 1971. Uczestniczył chętnie w rozgrywkach weteranów, m.in. w festiwalu szachowym w Świeradowie-Zdroju, gdzie zapisał się w historii imprezy jako barwna postać, kopalnia anegdot i dowcipny komentator rozgrywanych partii. O tym, że traktował jednak rywalizację wśród weteranów poważnie, świadczy m.in. wynik Jaszczuka w pierwszych mistrzostwach świata seniorów w Bad Wörishofen w 1991. Zajął tam XVII miejsce w gronie 111 szachistów.